# Secamone polyantha
Secamone polyantha är en oleanderväxtart som beskrevs av Choux. Secamone polyantha ingår i släktet Secamone och familjen oleanderväxter. Inga underarter finns listade i Catalogue of Life.